# Elatostema paucifolium
Elatostema paucifolium är en nässelväxtart som beskrevs av Wen Tsai Wang. Elatostema paucifolium ingår i släktet Elatostema och familjen nässelväxter. Inga underarter finns listade i Catalogue of Life.